# Piroska của Hungary
Piroska của Hungary, sau gọi là Eirēnē, (1088 – 13 tháng 8 năm 1134) là một Hoàng hậu của Đế quốc Đông La Mã. Bà là vợ của Hoàng đế Iōannēs II Komnēnos thuộc triều đại Komnēnos.

## Lịch sử
Piroska sinh năm 1088 tại Esztergom, là con gái của vua László I của Hungary với Adelheid xứ Schwaben. Ông ngoại của Piroska là Rudolf I xứ Schwaben, còn bà ngoại là Adelheid của Savoia, vợ thứ hai của Rudolf. Adelheid là con gái của Otto xứ Savoia và Adelaide xứ Sasa. Mẹ của Piroska qua đời năm 1090 lúc cô gái mới 2 tuổi. 5 năm sau đó, ngày 29 tháng 7 năm 1095 vua cha László I cũng qua đời. Người em họ của László là Kálmán I Könyves kế ngôi và ông cũng là người bảo trợ cho Piroska.
Nhằm cải thiện mối quan hệ với Đế quốc Đông La Mã, Kálmán đã đề nghị gả Piroska cho hoàng tử Iōannēs - năm 1118 trở thành Hoàng đế Iōannēs II Komnēnos - con trai lớn nhất của Hoàng đế Alexios I Komnenos với Hoàng hậu Eirēnē Doukaina. Iōannēs vốn đã cùng với cha trông coi việc triều chính từ tháng 9 năm 1092. Phía Đông La Mã đồng ý và vào năm 1104 Iōannēs và Piroska làm lễ thành thân. Đám cưới giữa hai người về sau được các nhà sử học Đông La Mã là Iōannēs Zonaras và Iōannēs Kinnamos ghi chép lại.
Sau khi kết hôn, theo thông lệ Piroska cải đạo theo Chính Thống giáo Đông phương và đổi sang cái tên Hy Lạp Eirēnē, một cái tên thông dụng đặt cho các vương nữ ngoại quốc kết hôn với các thành viên Hoàng gia Đông La Mã. Piroska và Iōannēs có với nhau tám mặt con. Thông tin về các con của họ được nhà sử học Niketas Choniates ghi chép lại như sau:
1. Alexios Komnēnos (tháng 2 năm 1106 - 1142), cùng trị vì với vua cha Iōannēs từ năm 1122 đến 1142. Anna Komnēnē ghi nhận việc Alexios được sinh ra trong tác phẩm Alexiad của bà.
2. Maria Komnēnē, em gái song sinh của Alexios. Maria về sau kết hôn với Iōannēs Roger Dalassenos.
3. Andronikos Komnēnos (mất năm 1142).
4. Anna Komnēnē, kết hôn với Stephanos Kontostephanos.
5. Isaakios Komnēnos (mất năm 1154).
6. Theodora Komnēnē (mất ngày 12 tháng 5 năm 1157), kết hôn với Manouēl Anemas.
7. Eudokia Komnēnē, kết hôn với Theodoros Vatatzes.
8. Manouēl I Komnēnos (1118-1180).

Piroska ít can thiệp vào việc chính sự mà dồn phần lớn thời gian cho việc tôn giáo cũng như chăm lo cho gia đình đông đúc của mình với Hoàng đế Iōannēs. Piroska qua đời vào ngày 13 tháng 8 năm 1134 và sau đó bà được phong thánh.

## Thế phổ
|  |                                            |  |  |  |  |  |  |  |  |  |  |  |  |  |  |  |
|  | 8. Vazul                                   |  |  |  |  |  |  |  |  |  |  |  |  |  |  |  |
|  |                                            |  |  |  |  |  |  |  |  |  |  |  |  |  |  |  |
|  |                                            |  |  |  |  |  |  |  |  |  |  |  |  |  |  |  |
|  | 4. Béla I của Hungary                      |  |  |  |  |  |  |  |  |  |  |  |  |  |  |  |
|  |                                            |  |  |  |  |  |  |  |  |  |  |  |  |  |  |  |
|  |                                            |  |  |  |  |  |  |  |  |  |  |  |  |  |  |  |
|  | 9. vợ lẽ hoặc Katun Anastazya của Bulgaria |  |  |  |  |  |  |  |  |  |  |  |  |  |  |  |
|  |                                            |  |  |  |  |  |  |  |  |  |  |  |  |  |  |  |
|  |                                            |  |  |  |  |  |  |  |  |  |  |  |  |  |  |  |
|  | 2. László I của Hungary                    |  |  |  |  |  |  |  |  |  |  |  |  |  |  |  |
|  |                                            |  |  |  |  |  |  |  |  |  |  |  |  |  |  |  |
|  |                                            |  |  |  |  |  |  |  |  |  |  |  |  |  |  |  |
|  | 10. Mieszko II Lambert                     |  |  |  |  |  |  |  |  |  |  |  |  |  |  |  |
|  |                                            |  |  |  |  |  |  |  |  |  |  |  |  |  |  |  |
|  |                                            |  |  |  |  |  |  |  |  |  |  |  |  |  |  |  |
|  | 5. Adelaide của Ba Lan                     |  |  |  |  |  |  |  |  |  |  |  |  |  |  |  |
|  |                                            |  |  |  |  |  |  |  |  |  |  |  |  |  |  |  |
|  |                                            |  |  |  |  |  |  |  |  |  |  |  |  |  |  |  |
|  | 11. Richeza xứ Lotharingia                 |  |  |  |  |  |  |  |  |  |  |  |  |  |  |  |
|  |                                            |  |  |  |  |  |  |  |  |  |  |  |  |  |  |  |
|  |                                            |  |  |  |  |  |  |  |  |  |  |  |  |  |  |  |
|  | 1.Eirēnē                                   |  |  |  |  |  |  |  |  |  |  |  |  |  |  |  |
|  |                                            |  |  |  |  |  |  |  |  |  |  |  |  |  |  |  |
|  |                                            |  |  |  |  |  |  |  |  |  |  |  |  |  |  |  |
|  | 12. Kuno von Rheinfelden                   |  |  |  |  |  |  |  |  |  |  |  |  |  |  |  |
|  |                                            |  |  |  |  |  |  |  |  |  |  |  |  |  |  |  |
|  |                                            |  |  |  |  |  |  |  |  |  |  |  |  |  |  |  |
|  | 6. Rudolf von Rheinfeld                    |  |  |  |  |  |  |  |  |  |  |  |  |  |  |  |
|  |                                            |  |  |  |  |  |  |  |  |  |  |  |  |  |  |  |
|  |                                            |  |  |  |  |  |  |  |  |  |  |  |  |  |  |  |
|  | 3. Adelaide xứ Schwaben                    |  |  |  |  |  |  |  |  |  |  |  |  |  |  |  |
|  |                                            |  |  |  |  |  |  |  |  |  |  |  |  |  |  |  |
|  |                                            |  |  |  |  |  |  |  |  |  |  |  |  |  |  |  |
|  | 14. Otto xứ Savoy                          |  |  |  |  |  |  |  |  |  |  |  |  |  |  |  |
|  |                                            |  |  |  |  |  |  |  |  |  |  |  |  |  |  |  |
|  |                                            |  |  |  |  |  |  |  |  |  |  |  |  |  |  |  |
|  | 7. Adelheid xứ Savoy                       |  |  |  |  |  |  |  |  |  |  |  |  |  |  |  |
|  |                                            |  |  |  |  |  |  |  |  |  |  |  |  |  |  |  |
|  |                                            |  |  |  |  |  |  |  |  |  |  |  |  |  |  |  |
|  | 15. Adelaide xứ Sasa                       |  |  |  |  |  |  |  |  |  |  |  |  |  |  |  |
|  |                                            |  |  |  |  |  |  |  |  |  |  |  |  |  |  |  |
|  |                                            |  |  |  |  |  |  |  |  |  |  |  |  |  |  |  |